# Bill Osco
Bill Osco (nascut William Osco el 1947) és un productor i director de cinema estatunidenc.

## Carrera
El primer treball de producció d'Osco (no acreditat, però) va ser la pel·lícula Mona el 1970, una de les primeres pel·lícules per adults, després que Andy Warhol va estrenar el 1969 Blue Movie.
Aquell mateix any, Osco va dirigir el documental Hollywood Blue amb Michael Benveniste (com Mike Lite) i Howard Ziehm. El 1971, Osco va produir una altra pel·lícula per a adults, Harlot, seguida el 1974 de la parodia de Flash Gordon Flesh Gordon, i el 1976 la comèdia musical eròtica, Alice in Wonderland. La pel·lícula va recaptar més de 90 milions de dòlars arreu del món. Produïda com a pel·lícula softcore, Osco la va reeditar més tard en una versió pornogràfica dura, utilitzant metratge no filmat durant la producció original. Jason Williams, que va coproduir i va actuar a la pel·lícula, va criticar la implicació d'Osco a la pel·lícula. Afirma que no se li va pagar mai per la seva participació i que Osco va exagerar la seva implicació en la direcció creativa de la pel·lícula.
Osco va produir tres pel·lícules de l'escriptor/director Jackie Kong als anys 80, començant amb The Being de 1983, que també va protagonitzar Osco en el paper principal sota el pseudònim de Rexx Coltrane. Aquest va ser seguit per  Night Patrol de Kong el 1984 i  The Underachievers  el 1987, ambdues amb Osco en papers menors. A partir de 1987, Osco va començar la seva pròpia carrera de director amb The Unknown Comedy Show, un vehicle per al còmic stand-up Murray Langston, també conegut com The Unknown Comic.
El 2007, un musical Off-Broadway basat en la versió d'Alice in Wonderland d'Osco es va posar en escena al Kirk Theatre de la ciutat de Nova York, a la qual se li va atribuir a Osco l'escriptura del llibre. Ambientat en un parc de caravanes a Weehawken (Nova Jersey), l'espectacle es titulava Alice in Wonderland: An Adult Musical Comedy i els fulletons que l'anuncien van ser designats "Només per a públic adult".
També era propietari d'una llibreria de pornografia, Niks and Naks, a Garden City (Idaho), i del Desert Skies Motel, també a Garden City. Va comprar la seva casa a Malibu (Califòrnia) el 1986.

## Estil
L'estil de les pel·lícules eròtiques d'Osco ha estat descrit com a horrible en el sentit que els diàlegs són senzills, els vestits de mala confecció i les escenes de sexe inquietantment poc inspirades. Vincent Canby descriu l'estil d'Osco com una "vulgaritat constant".